# Гранат Богдан Михайлович
Богдан Михайлович Гранат (нар. 20 жовтня 1935, село Вощанці Львівського воєводства, Польща, тепер Самбірського району Львівської області) — український радянський діяч, новатор сільськогосподарського виробництва, заслужений агроном Української РСР, головний агроном колгоспу імені Ватутіна Кіровоградського району Кіровоградської області. Кандидат у члени ЦК КПУ в 1981—1990 р.

## Біографія
У 1953 році закінчив Вишнянський сільськогосподарський технікум Львівської області. Трудову діяльність розпочав у 1953 році агрономом колгоспу імені 30 років Радянської Армії Ужгородського району Закарпатської області.
До 1956 року служив у Радянській армії.
У 1956—1971 роках — агроном колгоспу імені ХХ з'їзду КПРС Кіровоградського району Кіровоградської області. У 1970 році заочно закінчив Дніпропетровський сільськогосподарський інститут.
Член КПРС з 1960 року.
У 1971—1972 роках — головний агроном Компаніївського районного управління сільського господарства Кіровоградської області.
У 1972—1980-х рр. — головний агроном колгоспу імені Ватутіна села Аджамки Кіровоградського району Кіровоградської області.
Потім — на пенсії у селі Аджамці Кіровоградського району Кіровоградської області.

## Нагороди
- орден Леніна
- орден Трудового Червоного Прапора
- медаль «За доблесну працю. На честь 100-річчя з дня народження Володимира Ілліча Леніна»
- медалі
- заслужений агроном Української РСР